# هاسیم

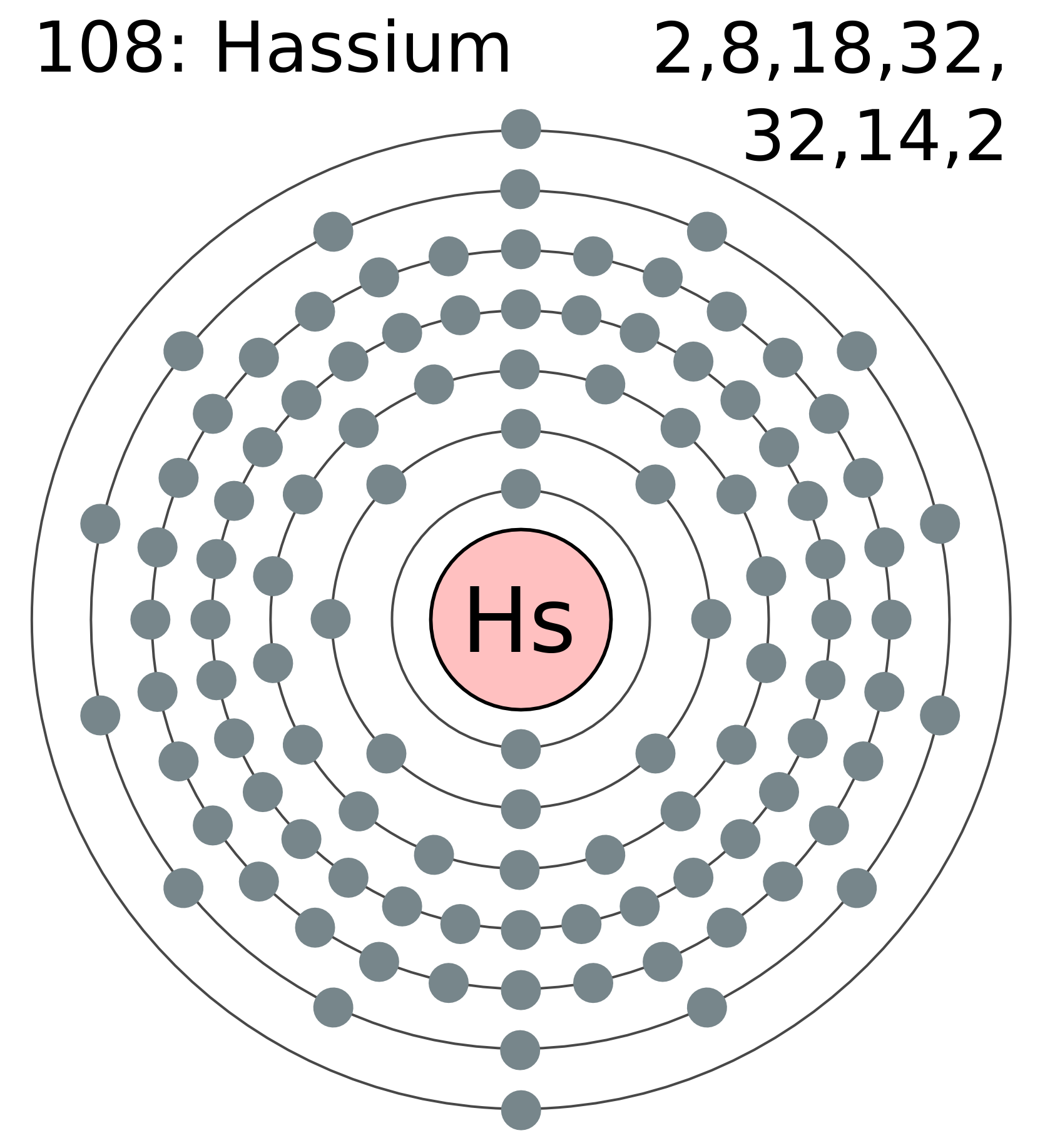
لایه‌های الکترونی هاسیم

هاسیم (به انگلیسی: Hassium) یک عنصر شیمیایی با نماد Hs و عدد اتمی ۱۰۸ است. نام این عنصر از نام ایالت هسه در آلمان گرفته شده‌است. این عنصر، مصنوعی و رادیواکتیو است. پایدارترین ایزوتوپ شناخته شده هاسیم، {\displaystyle {\ce {^{269}Hs}}} با نیمه عمری حدود ۹٫۷ ثانیه است، اگر چه به صورت تأیید نشده، ممکن است دارای ایزوتوپ {\displaystyle {\ce {^{277}Hs}}} با نیمه عمری حدود ۱۱ دقیقه باشد. بیش از ۱۰۰ اتم هاسیم تا به امروز سنتز شده‌است.
این عنصر جزو بلوک D است و در دوره ۷ و گروه ۸ جدول تناوبی عناصر قرار دارد. آزمایش‌ها تأیید کرده‌اند که رفتار هاسیم همانند عنصر اسمیم می‌باشد. خواص شیمیایی کمی از هاسیم شناخته شده‌است، اما می‌توان آن را به خوبی با دیگر عناصر گروه ۸ مقایسه کرد. در مقادیر انبوه، ار هاسیم انتظار می‌رود که یک فلز نقره‌ای رنگ باشد که به راحتی با اکسیژن هوا واکنش نشان می‌دهد و یک تترو اکسید فرار را تشکیل می‌دهد.

## خواص شیمیایی و فیزیکی
عناصر بالاتر گروه ۸ نقطه ذوب نسبتاً بالایی (آهن: ۱۵۳۸ ° C، روتنیم: ۲۳۳۴ ° C، اسمیم: ۳۰۳۳ ° C) دارند. چون هاسیم بسیار شبیه به آن‌ها پیش‌بینی شده‌است، پس در دمای اتاق جامد است، اگر چه نقطه ذوب هاسیم دقیقاً محاسبه نشده‌است. هاسیم باید در یک ساختار بلوری بسته شده شش ضلعی متبلور شود که بسیار شبیه به ساختار بلوری اسمیم است. محاسبه شده‌است که ضریب کشسانی حجمی هاسیم فلزی خالص قابل مقایسه با الماس باشد (۴۴۲ گیگاپاسکال). انتظار می‌رود که چگالی هاسیم ۴۰٫۷ {\displaystyle {g \over {cm^{3}}}} باشد، که بالاترین چگالی در ۱۱۸ عناصر شناخته شده‌است و تقریباً دو برابر چگالی اسمیم می‌باشد. چگالی چگال‌ترین عنصر موجود در طبیعت (اسمیم) ۲۲/۵۹ {\displaystyle {g \over {cm^{3}}}} است.